# Escuela de Alcalá de Guadaíra
Se conoce como Escuela de Alcalá de Guadaíra al círculo de artistas que pintaron con espíritu plenairista en este municipio cercano a Sevilla entre finales del siglo XIX y mediados del siglo XX.

## Precedentes históricos
La primera representación de Alcalá de Guadaíra no es paisajística, sino un plano del siglo XVIII conservado en el Archivo de la Casa de Alba en Madrid. En el Archivo Municipal de Sevilla se conserva otro plano del siglo XVIII donde se muestra la conducción de agua desde manantiales de Alcalá a Sevilla a través de los Caños de Carmona.
Algunos viajeros extranjeros que pasaron por Andalucía en el siglo XIX realizaron dibujos de diferentes lugares, que luego fueron grabados de sus libros de viajes. William Jacob, en su libro Viajes en el sur de España, publicado en Londres en 1811, incluyó un grabado del Castillo de Alcalá.

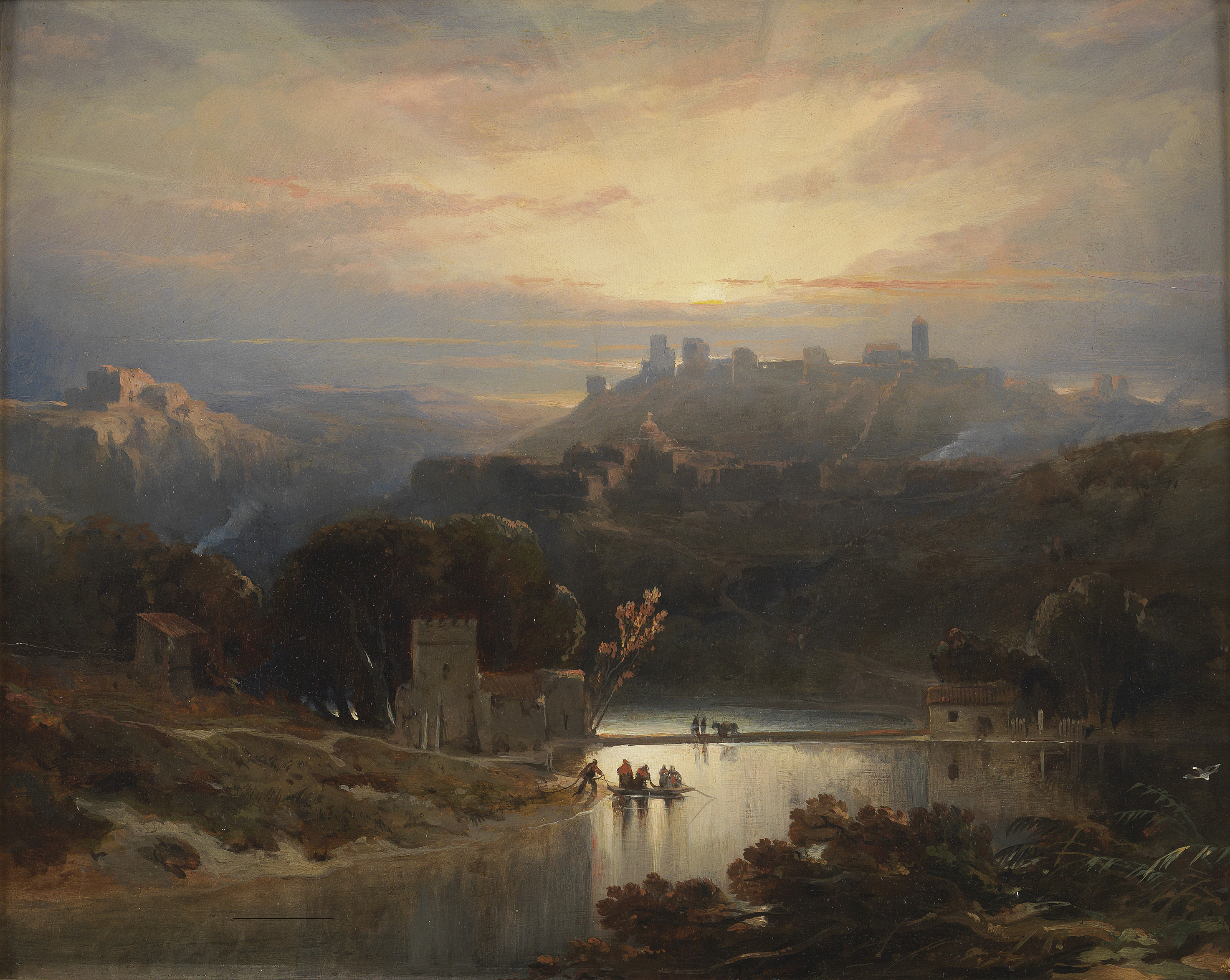
El Castillo de Alcalá de Guadaíra (1833) por David Roberts, Museo del Prado, Madrid.

El inglés David Roberts pasó por España en 1833 y pintó un cuadro del castillo de Alcalá que actualmente está en el Museo del Prado de Madrid.
Hacia 1840 Manuel Barrón y Carrillo pintó un paisaje, hoy en una colección particular, titulado Fiesta en la venta: vista de Alcalá con el molino de Realaje.
En 1840 un pintor desconocido apellidado Cabrera pintó otro paisaje alcalareño, hoy en una colección particular, titulado El molino del Algarrobo con rebaño.
En 1843 el español Jenaro Pérez Villaamil pintó un cuadro del castillo de Alcalá que actualmente está en el Museo Nacional de Bellas Artes de Buenos Aires.
El marqués de Remisa financió la edición en París entre 1842 y 1850 del álbum España monumental y artística: vistas y descripción de los sitios y monumentos más notables de España. En dicha obra hay dos ilustraciones de Pérez Villaamil de Alcalá: el molino de la Mina y el castillo.
En el Ayuntamiento de Alcalá de Guadaíra hay dos cuadros de mediados del siglo XIX. Uno de ellos está basado en la litografía del molino de la Mina de España monumental y artística y el otro es de una venta o molino alcalareño.
Existe otro cuadro de mediados del siglo XIX, anónimo y en colección particular, que representa el molino del Algarrobo con lavanderas.
En 1846 se instaló en Sevilla Joaquín Guichot, que dibujó en Alcalá vistas del castillo, los molinos de la Aceña y San Juan de los Teatinos y un azud. También pintó un óleo de la Puerta de la Traición del castillo que hoy se encuentra en la Delegación del Gobierno en Sevilla.
Entre 1853 y 1854 Joaquín Domínguez Bécquer dibujó en un cuaderno molinos del río Guadaíra y un pozo en una venta de Alcalá de Guadaíra.
Hacia 1868 Gumersindo Díaz realizó, por encargo de la Comisión de Monumentos Históricos y Artísticos de la Provincia de Sevilla, una serie de 51 dibujos de lugares de la provincia. En este conjunto hay dos dibujos de Alcalá: uno del castillo y otro del molino de la Aceña.
En 1868 el pintor sevillano Manuel Carreño y Mariño presentó dos cuadros en una exposición de Sevilla, siendo uno de ellos Vista del Guadaíra.
En 1871 Martín Rico pintó un paisaje titulado A orillas del Guadaíra, que se conserva en el Museo del Prado.
En la segunda mitad del siglo XIX Escuela de Bellas Artes de Sevilla no tenía infraestructuras ni nociones conceptuales para impartir debidamente el dibujo del natural. En lo que respecta al paisajismo, los sevillanos cada vez demandaban una plástica menos codificada y más instintiva que proporcionaban los estudios del natural. En 1872 los artistas se asociaron para crear la Academia Libre de Bellas Artes de Sevilla, centrada inicialmente en el cultivo de ejercicios sobre modelos del natural. Esta academia también enseñaba la disciplina de la acuarela, sobre todo la realizada au plein air. De Academia Libre hay constancia documental hasta 1888.

## El ferrocarril y el excursionismo
En 1873 se inauguró una línea de ferrocarril que comunicaba Sevilla con Alcalá de Guadaíra. Desde entonces aumentó el número de personas que iban a Alcalá por motivos de recreo y algunos, incluso, fijaron en este lugar su segunda residencia.
El excursionismo se vio fomentado por el Ateneo y Sociedad de Excursiones de Sevilla, fundado en 1887, que organizaba salidas a Alcalá y a otros pueblos de la provincia. En 1894 se creó la Sección de Bellas Artes del Ateneo, en la que participaron, entre otros, Fernando Tirado, José Jiménez Aranda, Emilio Sánchez Perrier y Gonzalo Bilbao.

## Escuela de Alcalá

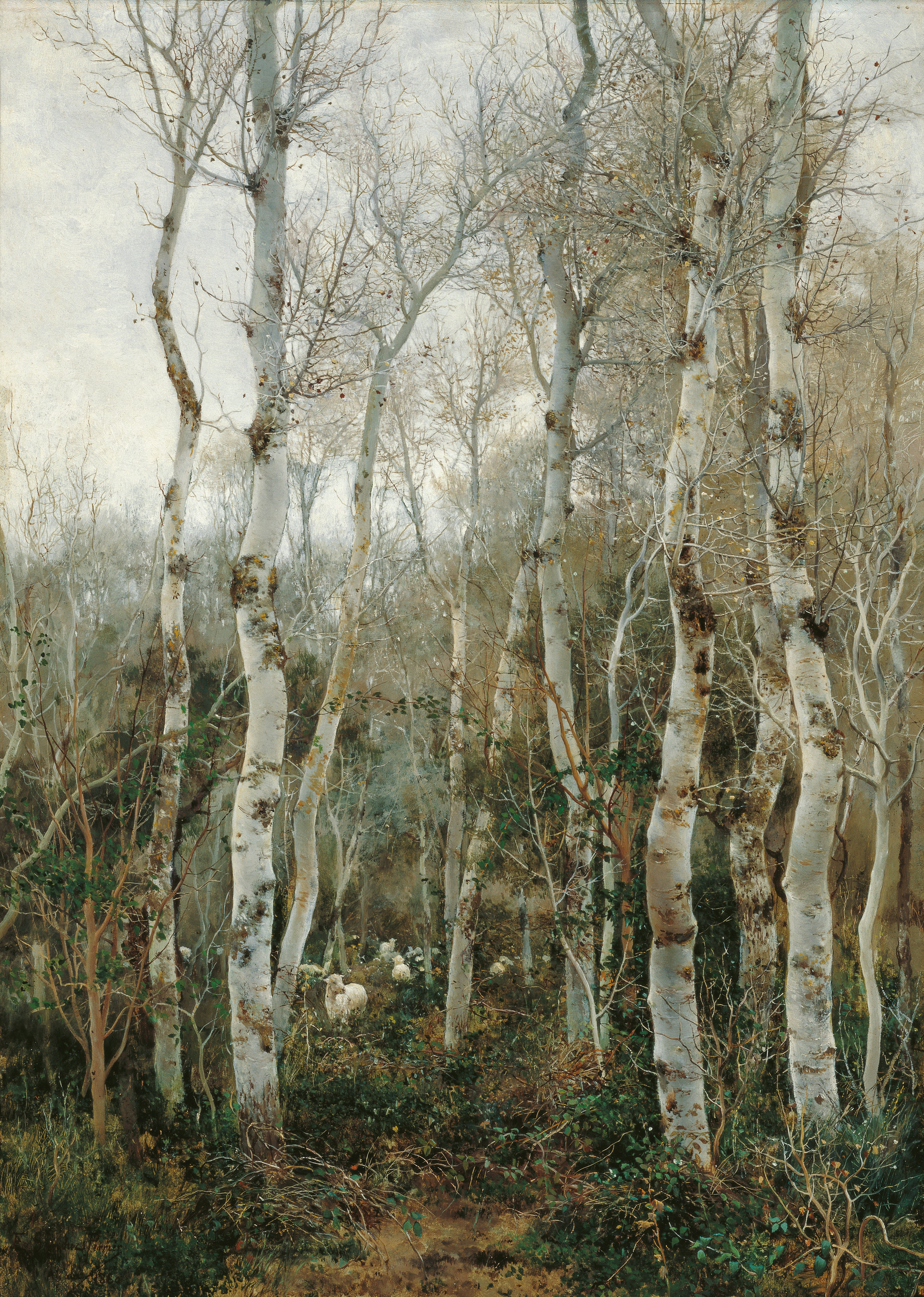
Invierno en Andalucía (1880), por Emilio Sánchez Perrier. Museo Carmen Thyssen, Málaga.

Cuando se inauguró la línea férrea a Alcalá en 1873 el pintor sevillano Emilio Sánchez Perrier tenía 22 años. Es posible que entonces comenzase a visitar este municipio y a realizar en él varios dibujos a tinta y plumilla, que se conservan. Entre esta fecha y 1880 pintó El Guadaíra con el Calvario al fondo, que se encuentra en una colección particular. En 1880 pintó en Alcalá un cuadro de unas ovejas pastando en un bosquecillo de álamos y lo tituló Invierno en Andalucía. Ese mismo año presentó Invierno en Andalucía en el Salón de París, cuadro que en la actualidad se conserva en el Museo Carmen Thyssen de Málaga.

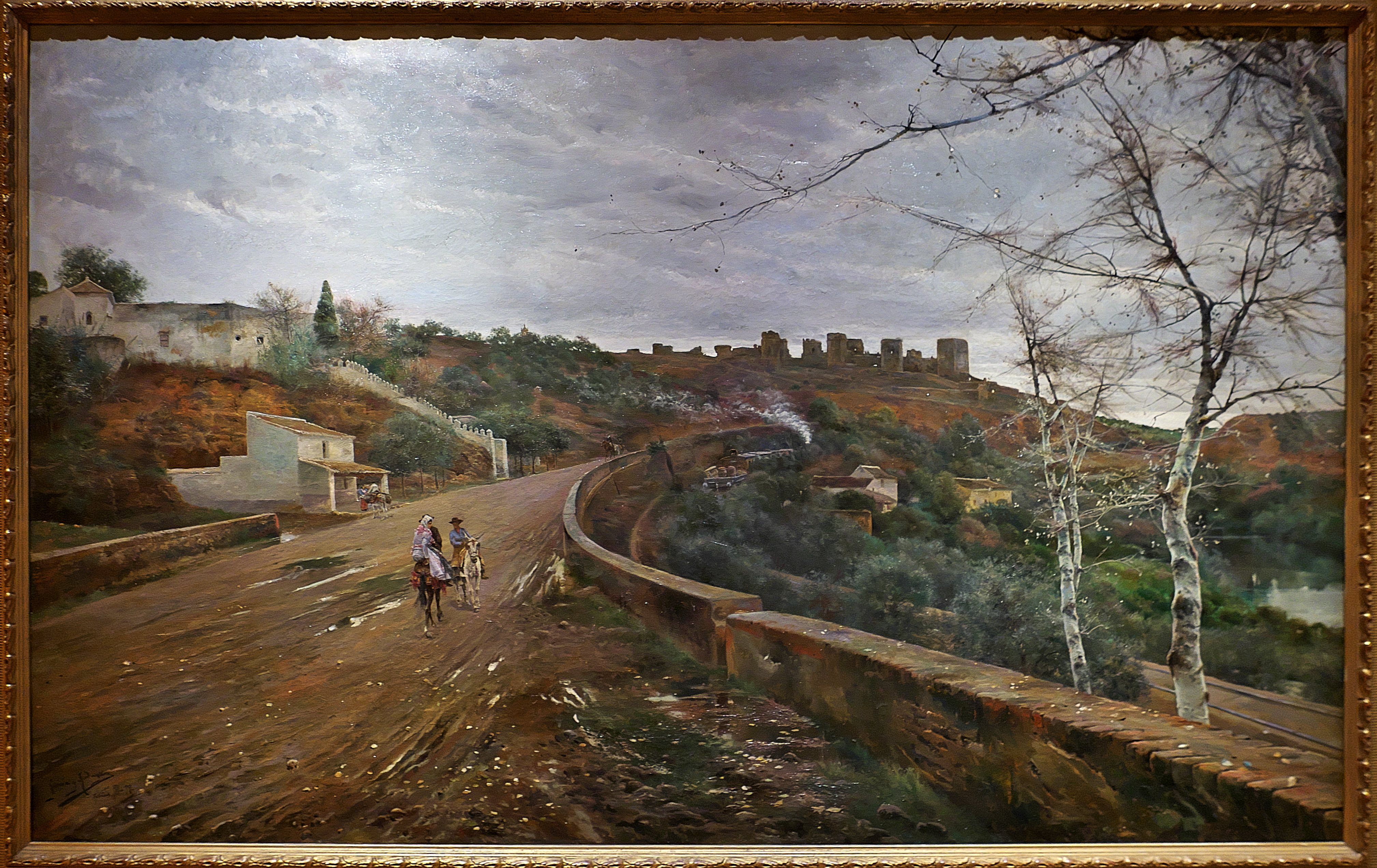
El castillo de Alcalá desde el adufe por Manuel García y Rodríguez. Museo Bellver. Sevilla.

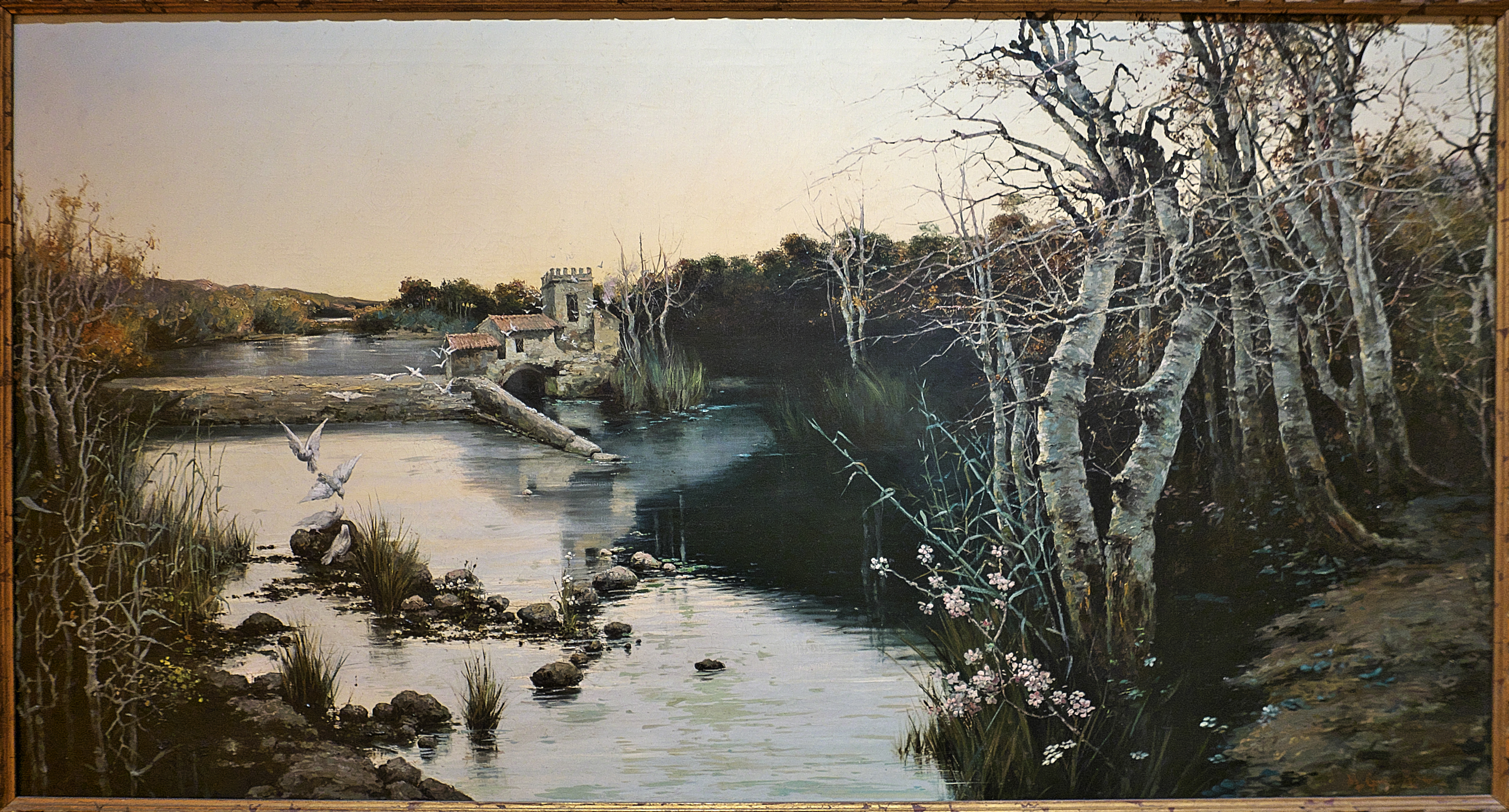
La tarde, Alcalá por Manuel García y Rodríguez. Museo Bellver. Sevilla.

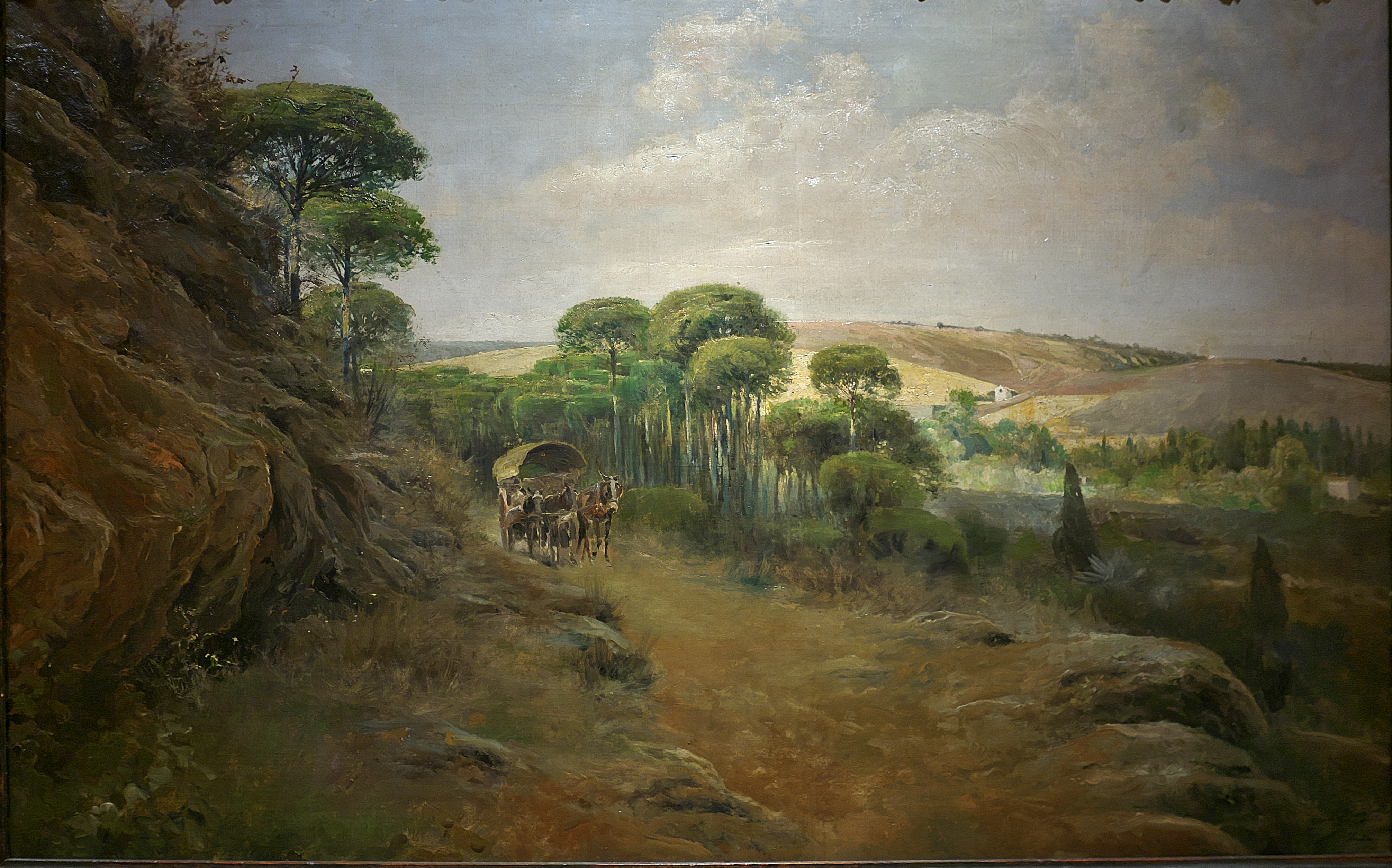
Pinos en el camino de Alcalá por Manuel García y Rodríguez. Museo Bellver. Sevilla.

Cuando Emilio Sánchez Perrier regresó a Sevilla entró en contacto con Manuel García y Rodríguez, ocho años más joven y alumno de la Escuela de Bellas Artes y de la Academia Libre de Sevilla. Tras esto, García y Rodríguez decidió inclinarse hacia el paisaje, empleando en la década de 1880 elementos técnicos y conceptuales parecidos a los de Sánchez Perrier.
Sánchez Perrier continuó pintando cuadros de Alcalá, como los siguientes: Ribera del Guadaíra con pescador, de 1880, que se encuentra en una colección particular; Camino al atardecer en Alcalá de Guadaíra, de 1881, en una colección particular; Atardecer en Alcalá en 1883, que se conserva en el Museo de Bellas Artes de Sevilla; y Cauce del Guadaíra en otoño, de 1884, en una colección particular. También realizó un dibujo del cerro del Calvario de Alcalá en 1884, que se encuentra en otra colección particular, y dibujó la ribera del Guadaíra como ilustración a las Rimas IX y XXIII de Gustavo Adolfo Bécquer en una publicación de La Ilustración Artística de Barcelona en 1886.
Manuel García y Rodríguez pintó hacia 1885 un paisaje tras la lluvia en la venta de la Platilla de Alcalá y en 1886 el tren en el tramo Alcalá-Gandul y la ribera del Guadaíra con la ermita de San Roque. Estos cuadros se encuentran en colecciones particulares. Otras obra suyas en este municipio son El castillo de Alcalá desde el adufe, La tarde, Alcalá y Pinos en el camino de Alcalá que se encuentran en el Museo Bellver de Sevilla.
En 1885 se enviaron los cuadros de García y Rodríguez pintados en Alcalá Orillas del Guadaíra y Molino de Oromana a las exposiciones celebradas en Cádiz por la Academia de Bellas Artes de esta ciudad, junto con otras pinturas de Sánchez Perrier y José Pinelo Llull.
El pintor Andrés Cánovas y Gallardo, vinculado también a la Academia Libre de Sevilla, pasaba gran parte de su tiempo en Alcalá. Un cuadro suyo que puede mencionarse es Paisaje (La caída de la tarde), realizado en 1884 en el pinar de Oromana, que pertenece al Museo del Prado.
En 1881 el pintor José Pinelo Llull, tras una breve estancia en Roma, llegó a Sevilla y conectó con la pintura de Sánchez Perrier. Hay que tener en cuenta que muchos pintores sevillanos completaban su formación en Italia. En Roma, los artistas hacían excursiones en los alrededores, sobre todo a Frascati, Castel Gandolfo y los alrededores del lago de Nemi. También se cultivaba mucho el paisajismo en la bahía de Nápoles y en Venecia.

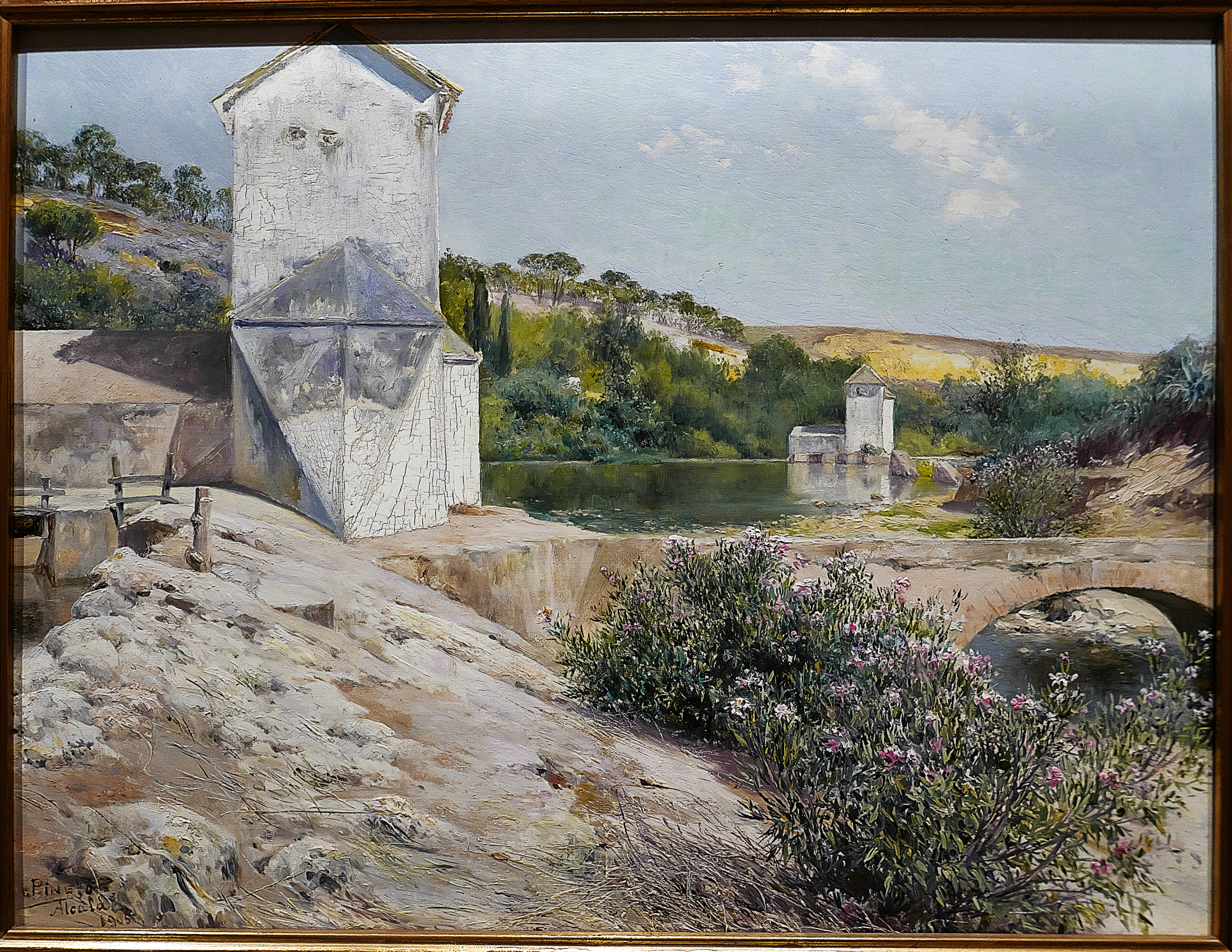
Molinos de Alcalá por José Pinelo Llull. Museo Bellver. Sevilla.

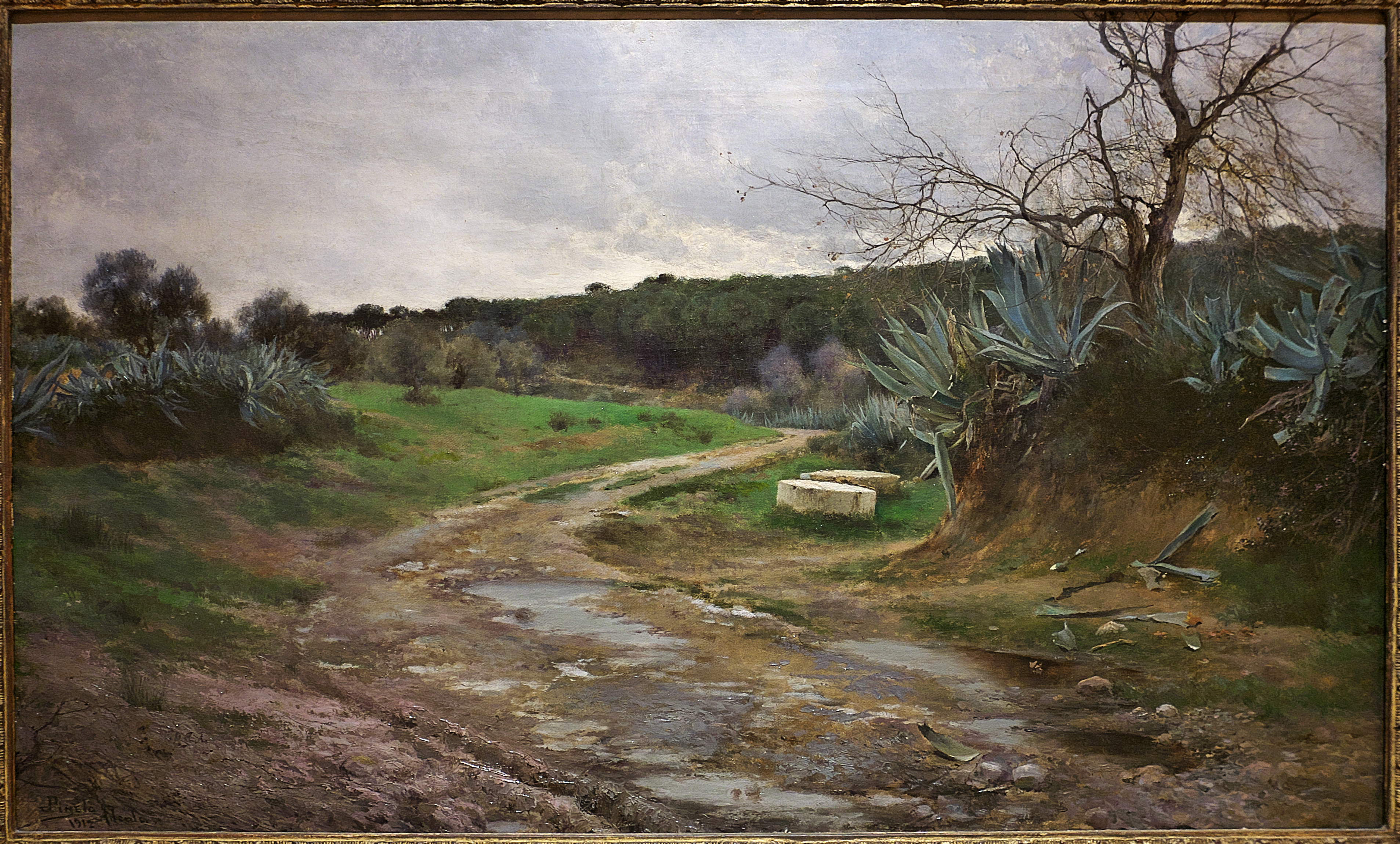
Paisaje de Alcalá por José Pinelo Llull. Museo Bellver. Sevilla.

José Pinelo Llull pintó en 1882 un pequeño cuadro en Alcalá que representa una arboleda y un hortelano con una carretilla. En 1884 realizó La ribera de Alcalá con el castillo al fondo. En 1885 pintó Vista panorámica de Alcalá y el castillo desde el cerro de San Roque. Estos cuadros se encuentran en colecciones particulares. En 1888 Pinelo presentó en la Exposición de Barcelona su cuadro Pinar de Oromana. Otras de sus obras en este municipio son Molinos de Alcalá y Paisaje de Alcalá, que se encuentran en el Museo Bellver de Sevilla.
Gonzalo Bilbao se formó en Italia como discípulo de José Villegas Cordero, donde pintó paisajes venecianos. Hacia 1885 pintó Molino de Alcalá, que se conserva en el Museo de Bellas Artes de Sevilla.
Sánchez Perrier viajó con frecuencia a Francia, dándole una salida internacional a sus cuadros pintados en Alcalá a través del Salón de París, y trayendo a Sevilla metodologías desarrolladas por el paisajismo francés.
Por otro lado, en Francia había una línea de ferrocarril que enlazaba París con Normandía, y en los pueblos de la ruta residían artistas durante estancias más o menos prolongadas. El paisajismo francés no solo cubrió esta ruta, sino también las costas, incluida la del mar Mediterráneo, gracias a la expansión del ferrocarril. Por otro lado, se ha llegado a comparar a Alcalá con un Barbizon sevillano, un pueblo cercano a París y frecuentado por artistas en el siglo XIX.
El sevillano Rafael Senet Pérez frecuentó Italia en la década de 1880, pintando en los alrededores de Roma, en la bahía de Nápoles y en Venecia. Posteriormente, fue uno de los pintores del círculo que frecuentaba Alcalá.
José Arpa Perea y José Rico Cejudo estuvieron pintando en Alcalá en la década de 1880 con la Academia Libre de Bellas Artes. Después de estancias en Texas y México, José Arpa continuó pintando en este municipio y, en 1929, presentó un tríptico con vista del mismo en una exposición individual en el Casino Mercantil de Sevilla. Hacia 1929 Arpa también pintó cuevas, molinos y huertas alcalareñas. En la década de 1930 Arpa se instaló de nuevo en Sevilla, pintando nuevos cuadros en Alcalá, incluidas dos de sus mejores creaciones, Ribera del Guadaíra al atardecer y El cerro de San Roque, ambas en colecciones particulares.
En 1890 los cuadros La tarde. Alcalá de Guadaíra, de Manuel García y Rodríguez y en colección particular, y Febrero. Alcalá de Guadaíra, de Sánchez Perrier y conservado en el Museo del Prado, ganaron una segunda medalla en una Exposición Nacional celebrada en Madrid.
El pintor sevillano Felipe Gil Gallango frecuentó Alcalá, especialmente en la década de 1890 y de 1900.
José Jiménez Aranda regresó a Sevilla en 1893 tras una etapa en Madrid. En 1895 se instaló en Alcalá por motivos de salud. La Fundación Cajasol conserva una serie de cuadros de José Jiménez Aranda realizados en este municipio hacia 1895: Huerta con limoneros en Alcalá, La mañana: pinares de Oromana, Paisaje con rocas, Alcalá de Guadaíra y Pinares de Alcalá de Guadaíra (Oromana). El Museo del Prado conserva su obra Paisaje de Alcalá de Guadaíra, realizada entre 1895 y 1900.
También pintó en este municipio Ricardo López Cabrera, discípulo de Jiménez Aranda.
José Lafita y Blanco pintó, entre 1890 y 1895, Paisaje con sauces en Alcalá de Guadaíra, que se conserva en el Museo de Bellas Artes de Sevilla. En 1897 presentó en la Exposición de Bellas Artes de Sevilla su obra Paisaje de atardecida sobre el Guadaíra. En 1898 presentó sus cuadros El río Guadaíra y Pinar de Alcalá en la Exposición Nacional de Bellas Artes de México y en 1908 envió otros cuadros de la ribera del Guadaíra a las exposiciones organizadas por José Pinelo Llull en Buenos Aires.
José Lafita y Blanco compartió sesiones de pintura en Alcalá con sus amigos José Arpa Perea y José Rico Cejudo.
José Pinelo Llull viajó a Buenos Aires en 1889 con una serie de obras pictóricas que logró vender a buen precio. En 1891 estuvo en Brasil, donde recibió numerosos encargos y expuso con gran éxito de ventas en Nueva York. Volvió a exponer en Nueva York en 1893 y 1895. Entre 1896 y 1899 expuso pinturas en Río de Janeiro y entre 1910 y 1813 expuso en São Paulo. Participó en exposiciones bienales en Buenos Aires entre 1892 y 1913 y entre 1917 y 1921. Con estas exposiciones, daba salida a cuadros suyos y de artistas sevillanos, algunos de los cuales estaban pintados en Alcalá.
En 1910 numerosos pintores sevillanos participaron con sus obras en la Exposición de Arte Español e Industrias Decorativas de México.
Ignacio Zuloaga estuvo en Sevilla entre 1892 y 1898. En 1895 estableció su estudio en la calle Feria de Sevilla. En plena evolución de su etapa naturalista, pintó mucho en Alcalá. En 1896 llevó a cabo una de sus obras más importantes: Mujer de Alcalá, que se encuentra en el Museo Zuloaga de Zumaya.
El pintor sevillano Javier Winthuysen Losada se mostró interesado en el impresionismo y eso le llevó a acercarse a Zuloaga durante su estancia en Sevilla, el cual por entonces tomaba influencias de Édouard Manet, Ricard Canals, Francisco Iturrino y otros. En 1903 Winthuysen viajó a París para entrar en contacto con la pintura francesa. Realizó frecuentes visitas a Alcalá, pintando cuadros como: Molinos del Guadaíra en 1906, en colección particular; Sol en Alcalá de Guadaíra (que es una vista desde la cuesta del Águila) en 1911, en otra colección particular; y Atardecer en el pinar de Oromana, Alcalá en 1912, conservado en el Museo de Bellas Artes de Sevilla. En 1914 volvió a París, exponiendo en el Salón de los Independientes, y en 1917 estuvo exponiendo en Madrid, donde adquirieron sus obras, entre otros, Juan Ramón Jiménez y Gregorio Martínez Sierra.
El pintor sevillano Nicolás Alpériz se instaló en Alcalá de Guadaíra a finales de la década de 1890, residiendo en la calle Avellaneda. Hacia 1910 se marchó, regresando a Alcalá en 1913 y fijando su residencia en la calle San Francisco. Hacia 1918 fijó su residencia en la calle alcalareña de Nuestra Señora del Águila y, poco después, regresó a Sevilla, donde falleció en 1928. En 1929 fue nombrado hijo adoptivo de Alcalá de Guadaíra. Pintó numerosos paisajes de Alcalá, que están en colecciones particulares.
Manuel Villalobos Díaz realizó algunos paisajes en este municipio, como son Brumas en el río y Paisaje en crepúsculo con álamos y ribera, pintados entre 1905 y 1910, y conservados en el Museo de Bellas Artes de Sevilla.
Juan García Ramos también frecuentó Alcalá, pintando aquí sus cuadros Lavanderas en el río Guadaíra (presentado en 1886 en la Exposición General de Barcelona), Molino de Zacatín, Orillas del Guadaíra y Lavanderas de la calle Ancha de Alcalá.
José María Labrador empezó a destacar a comienzos del siglo XX. Se había formado con Manuel González Santos, que pintó paisajes alcalareños, y fue amigo del pintor Andrés Cánovas. En 1925 participó en una exposición del Ateneo de Sevilla con el cuadro Paisaje campestre, que muestra un paisaje con el castillo de Alcalá y una vaquera con un ternero y que en la actualidad se encuentra en una colección particular. El Ayuntamiento de Sevilla conserva un cuadro de este autor, titulado El molino del Algarrobo.
El pintor José María Martínez del Cid frecuentó las orillas del río Guadalquivir con Andrés Cánovas y también fue amigo de Rico Cejudo y de Felipe Gil Gallango. Martínez del Cid pintó en Alcalá en la década de 1920 el entorno de la ermita de San Roque, el castillo y el pinar de Oromana.
En la década de 1920 acudieron a Alcalá algunos pintores gaditanos, como Francisco Hohenleiter Castro, Felipe Abárzuza y Rodríguez de Arias y Federico Godoy.
Entre 1924 y 1928 se publicó la revista Oromana, que estuvo relacionada con los movimientos culturales y artísticos de esos años. En la revista había colaboraciones literarias y también pictóricas de artistas vinculados a Alcalá, como Francisco Hohenleiter, Manuel Villalobos Díaz, Luis Contreras y Muñoz y Rafael González Sáenz.
Luis Contreras se instaló muy joven en Alcalá de Guadaíra, dedicándose al comercio de tejidos, aunque se formó de modo autodidacta en la pintura. Sus primeras obras, que eran sobre todo acuarelas, fueron firmadas con el seudónimo "Rastrecón". Fue un pintor especialmente activo en las décadas de 1920 y 1930.
Otros artistas que pintaron en Alcalá fueron Alfonso Grosso Sánchez y Santiago Martínez Martín, que participaron con algunos cuadros de temática local en las exposiciones organizadas por Luis Contreras que tuvieron lugar en este municipio en la década de 1920.
Otro pintor que retrató Alcalá fue el alcalareño Luis Cotán Delgado, que realizó también fotografías artísticas del municipio, algunas de las cuales fueron publicadas en la revista Oromana.
Fernando de los Ríos y Guzmán realizó dibujos de Alcalá de Guadaíra para la revista Oromana.
Juan Miguel Sánchez se basó en los parajes de Alcalá para realizar en 1941 los murales de la estación de autobuses del Prado de San Sebastián, en Sevilla.
Antonio Martín Bermudo, apodado "Campitos", nació en 1891 en Alcalá de Guadaíra y desde niño se sintió atraído por la pintura, teniendo como referentes a los que plasmaban en cuadros las riberas del Guadaíra, como Sánchez Perrier, Pinelo Llull y otros. Se formó en la Escuela de Artes y Oficios y en la Escuela de Bellas Artes de Sevilla, donde recibió enseñanzas de Gonzalo Bilbao, Manuel González Santos y Guillermo Gómez Gil entre otros. Tras terminar su formación, se dedicó a pintar cuadros, a decorar capillas y a pintar cerámica. Pasó la Guerra Civil en Madrid, tras la cual regresó a Sevilla, instalándose en Triana. En 1957 se trasladó a vivir de nuevo a Alcalá de Guadaíra, habitando en el número 13 de la calle San Miguel. Martín Bermudo pintó numerosos paisajes alcalareños. Falleció en 1981.
Otros pintores alcalareños del siglo XX que reflejaron su municipio fueron Manuel Luna Rubio y Rafael González Peña.

## Parajes pictóricos
El río Guadaíra tiene su origen en la Sierra de Esparteros, cerca de Morón de la Frontera, y llega a la comarca de Los Alcores. En el entorno del Castillo de Marchenilla, el río comienza a ensancharse y pasa junto a Alcalá de Guadaíra.
En Alcalá, el parque de Oromana y un tramo de la ribera del Guadaíra, de unos 10 kilómetros de longitud, fueron declarados en diciembre de 2011 monumento natural por la Junta de Andalucía. En este tramo del río hay doce molinos harineros de agua. De estos molinos, el de Aceña, el del Algarrobo y el del Realaje están declarados bienes de interés cultural.
La ermita de San Roque está sobre el cerro del Calvario, al sur del municipio.
En Alcalá hay otro cerro sobre el que se encuentra un conjunto fortificado con una muralla con 11 torres. El conjunto es conocido como Castillo de Alcalá de Guadaíra. En 1985 fue declarado bien de interés cultural.
Otro parque de Alcalá es el de la Retama, que se extiende por la orilla oeste del río Guadaíra y cuenta con arboledas y huertas, así como con vistas del castillo.

## Escuelas similares en el resto de España y en el extranjero
Experiencias similares en la España de finales del siglo XIX fueron también: la escuela paisajística de Olot en Cataluña; la colonia artística de Muros de Nalón, en Asturias; o, posteriormente, la escuela del Bidasoa, en el País Vasco.
Los modelos franceses de la Escuela de Barbizón y la Escuela de Pont-Aven tuvieron también ejemplos similares en Inglaterra (escuela de Newlyn), Alemania (Worpswede, Dachau o Hamburgo), Dinamarca (Skagen), en Estados Unidos (colonia artística de Old Lyme) y en Canadá (grupo de los siete).

## Exposiciones
En 2002 la Diputación Provincial de Sevilla presentó en Sevilla la exposición La Escuela de Alcalá de Guadaíra y el paisajismo sevillano. 1800-1936, coordinada por Juan Fernández Lacomba. Esta misma exposición tuvo lugar en Alcalá de Guadaíra en 2005.
En 2005 se inauguró el Museo de la Ciudad de Alcalá de Guadaíra. En él se han celebrado exposiciones relacionadas con el paisajismo y la Escuela de Alcalá. En 2013 este museo expuso 29 obras de parajes del municipio realizadas por Manuel Luna Rubio en el siglo XX y donadas por su nieto. El 23 de marzo de 2023 se inauguró una exposición en este museo titulada Tiempo de paisajes. Pintores de la Escuela de Alcalá, 1850 - 1950. En julio de 2023 se inauguró otra exposición en este lugar, titulada Reflejos. Paisajes de la colección municipal, con obras pintadas en el municipio entre la década de 1920 y 2023.